# Předběžná opatrnost
Předběžná opatrnost je právní, etický i politický princip z oblasti řízení rizik, který říká: „I když není jisté, zda hrozící nevratné nebo závažné poškození skutečně nastane, není to důvod pro odklad opatření, jež mu mají zabránit.“ Uplatňuje se v současnosti zejména v právu životního prostředí, ve výrobě léčiv nebo v oblasti genové techniky a genetických manipulací.

## Historie
Význam předběžné opatrnosti často vyjadřují už lidová přísloví, v češtině například „dvakrát měř, jednou řež“ nebo „pozdě honit bycha“, v angličtině „better safe than sorry“. Už před staletími se začala předběžná opatrnost soustavně uplatňovat například v lesním hospodářství. Do oblasti práva a mezinárodních dohod vstoupil jako princip v souvislosti s ochranou životního prostředí, znečišťování ovzduší a zejména klimatických změn, způsobených lidskou činností. Právě proto, že se jedná o procesy velmi dlouhodobé, je jejich předvídání vždycky nejisté. Protože jsou však zároveň nevratné, snaží se ochránci uplatnit princip předběžné opatrnosti, který se skutečně dostal do řady mezinárodních dokumentů.

## Příklady
- V § 13 zákona č. 17/1992 Sb., o životním prostředí se uvádí, že „lze-li se zřetelem ke všem okolnostem předpokládat, že hrozí nebezpečí nevratného nebo závažného poškození životního prostředí, nesmí být pochybnost o tom, že k takovému poškození skutečně dojde, důvodem pro odklad opatření, jež mají poškození zabránit“.
- Úmluva o dálkovém znečišťování ovzduší přesahujícím hranice států, 1979,
- Vídeňská úmluva o ochraně ozonové vrstvy, 1985
- Rámcová úmluva OSN o změně klimatu, 2005